# Farm Aid
Farm Aid je hudební festival, jehož první ročník se konal v roce 1985 v Champaign ve státě Illinois. Festival založili Willie Nelson, John Mellencamp a Neil Young. Od založení na něm vystoupili například Bon Jovi, John Fogerty, Johnny Cash, Lou Reed, Tom Petty, Jason Mraz, Jerry Lee Lewis, Arlo Guthrie, Matisyahu a mnoho dalších.